# Naissance en 1236
Naissance
- 1232
- 1233
- 1234
- 1235
- 1236
- 1237
- 1238
- 1239
- 1240

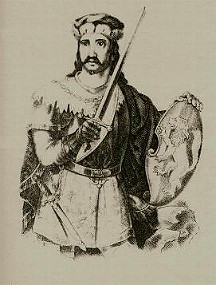
Albert Ier de Brunswick, né en 1236.

Cette page dresse une liste de personnalités nées au cours de l'année 1236 :
- 3 avril : Chungnyeol, 25e roi de Goryeo.

- Albert Ier de Brunswick, duc de Brunswick et Lunebourg puis prince de Brunswick.
- Jacob ben Makhir ibn Tibbon, astronome, médecin et traducteur juif provençal.
- Léon III d'Arménie, roi d'Arménie.
- Lu Xiufu, homme politique et un commandant militaire durant les dernières années de la Dynastie Song en Chine.
- Qotb al-Din Chirazi,  ou Qoṭb al-Din Maḥmud b. Żiā' al-Din Mas'ud b. Moṣleḥ, médecin, astronome, mathématicien, philosophe, théologien, également soufi et poète.
- Wen Tianxiang, duc de Xinguo, est un homme politique et écrivain chinois de la dynastie Song.
- Yolande d'Aragon, infante d'Aragon et reine consort de Castille et de León.

date incertaine (vers 1236)
- Henri II de Rodez, comte de Rodez, vicomte de Carlat et de Creyssel.